# Ernst Haspinger
Ernst Haspinger (ur. 2 lipca 1955 w Monguelfo) – były włoski saneczkarz startujący w jedynkach oraz w dwójkach (w parze z Karlem Feichterem), medalista mistrzostw świata i Europy, zwycięzca Pucharu Świata.
Na igrzyskach olimpijskich startował trzy razy. Najlepszy rezultat osiągnął w 1984 zajmując szóste miejsce w jedynkach. Na mistrzostwach świata zdobył jeden medal, brązowy, w 1981 w jedynkach. Na mistrzostwach Europy wywalczył trzy brązowe medale w jedynkach w 1980, 1982 i 1984. W Pucharze Świata czterokrotnie zajmował miejsce na podium klasyfikacji generalnej, trzykrotnie zdobywając Kryształową Kulę w sezonach 1979/1980, 1980/1981 oraz 1981/1982.

## Osiągnięcia

### Igrzyska olimpijskie
| Rok  | Miejsce     | Jedynki | Dwójki |
| ---- | ----------- | ------- | ------ |
| 1976 | Innsbruck   |         | 7.     |
| 1980 | Lake Placid | 21.     |        |
| 1984 | Sarajewo    | 6.      |        |